# Stazione di Monte San Biagio
Stazione di Monte San Biagio vasútállomás Olaszországban, Monte San Biagio településen.

## Vasútvonalak
Az állomást az alábbi vasútvonalak érintik:
- Róma–Formia–Nápoly-vasútvonal

## Kapcsolódó állomások
A vasútállomáshoz az alábbi állomások vannak a legközelebb:
- Stazione di Fondi-Sperlonga (Stazione di Minturno-Scauri, FL7)
- Stazione di Priverno-Fossanova (Stazione di Roma Termini, FL7)